# Volker Helfrich
Volker Helfrich (* 27. Juni 1967 in Kaiserslautern) ist ein deutscher Schauspieler, der vor allem in China arbeitet.

## Leben
Nach seinem Schauspielstudium an der Schauspielschule Genzmer in Wiesbaden arbeitete er am Theater und spielte in verschiedenen deutschen TV-Produktionen mit. 2006 ging Volker Helfrich nach China, um dort die Sprache und das Land kennenzulernen. Da sich der Erfolg für den Schauspieler in Deutschland nicht einstellte, kehrte er bald nach Peking zurück, um dort zu leben. Er verdiente seinen Lebensunterhalt zunächst als Fotomodel. Nach anfänglichen Schwierigkeiten arbeitet Helfrich mittlerweile erfolgreich unter dem Namen Fuleke (福fu:Glück-乐le:Freude-克ke:Gramm) in chinesischen Film- und Fernsehproduktionen.
Volker Helfrich beherrscht die chinesische Sprache Mandarin in Wort und Schrift. Daneben spricht er auch Französisch und Englisch.

## Filmografie
- 1996: Die Elsässer (Les alsaciens – ou les deux Mathilde)
- 2000: Ein starkes Team: Der Todfeind (Gastauftritt)
- 2004: Unser Charly (Gastauftritt)
- 2008: Waiting in Beijing
- 2008: Super Typhoon
- 2008: The One Man Olympics
- 2009: Der chinesische Glückskeks – Ein deutscher Schauspieler im Reich der Mitte (Dokumentation)
- 2010: Wind Whispers – Saigen
- 2019: The Longest Day in Chang’an